# Aeródromo de San Juan de Marcona
Aeródromo de San Juan de Marcona (IATA: SJA, OACI: SPJN) es un aeródromo que sirve a Marcona en la región Ica, Perú. Se encuentra a una altitud de 44 m.

## Ubicación
El aeródromo se encuentra ubicado en la localidad de Marcona en el Distrito de Marcona, provincia de Nazca, departamento de Ica, Perú.